# Anthophylax viridis
Anthophylax viridis  (лат.) — вид жуков-усачей из подсемейства ламиин. Распространён в восточных Канаде и США. Обитают в прибрежных еловых лесах и черноеловых болотных лесах.